# Michele Giambono
Michele Taddeo di Giovanni Bono, conhecido como Giambono (c. 1400, Veneza – c. 1462 Veneza) foi um pintor italiano, cuja obra refletiu o estilo do Gótico Internacional com influências venezianas. Trabalhou nos mosaicos do Nascimento da Virgem e na Apresentação no templo, na Basílica de São Marcos, em Veneza. Suas obras mais conhecidas são o Man of Sorrows (Metropolitan Museum of Art, em Nova York) e o São Pedro (Galeria Nacional de Arte, em Washington, D.C.).
Nasceu em Veneza em c. 1400. Seu avô e pai eram pintores. Trabalhou entre 1420 e 1462 e foi seguidor de Jacobello del Fiore, Gentile da Fabriano e Pisanello.